# Guerra de los campesinos suizos
La Guerra campesina suiza de 1653 fue una revuelta popular en la Antigua Confederación Suiza en el periodo del Antiguo Régimen. Una devaluación de la moneda de Berna causó una resistencia fiscal que se extendió desde el valle de Entlebuch en el Cantón de Lucerna hasta el valle del río Emme en el Cantón de Berna y luego a los cantones de Soleura, Basilea y Argovia.
La población del campo exigía alivio fiscal de sus autoridades, los ayuntamientos de las capitales de estos cantones. Cuando sus demandas fueron desestimadas por las ciudades, los campesinos se organizaron y amenazaron con bloquear las ciudades. Después de que los compromisos iniciales mediados por otros cantones hubieron fracasado, los campesinos se unieron bajo el tratado de Huttwil, formando la «Liga de Huttwil». Su movimiento se volvió más radical, yendo más allá de las demandas que al principio eran puramente fiscales. La Liga de Huttwil se consideraba una entidad política igual e independiente de las autoridades municipales, y asumió la plena soberanía militar y política en sus territorios.
Los campesinos sitiaron Berna y Lucerna, tras lo cual las ciudades negociaron un acuerdo de paz con el líder campesino Nicolás Leuenberger, la llamada paz de Murifeld. Las tropas campesinas se retiraron. La Dieta Federal, el consejo federal de la antigua Confederación Suiza, envió un ejército desde Zúrich para sofocar definitivamente la rebelión, y después de la batalla de Wohlenschwil, la Liga de Huttwil fue anulada por la paz de Mellingen. La última resistencia en el valle de Entlebuch se disolvió a fines de junio. Después de su victoria, las autoridades de la ciudad tomaron drásticas medidas de castigo. La Liga de Huttwil y la paz de Murifeld fueron declaradas nulas por el ayuntamiento de Berna. Muchos exponentes de la insurrección fueron capturados, torturados y finalmente recibieron fuertes condenas. Nicolás Leuenberger fue decapitado y descuartizado en Berna el 6 de septiembre de 1653.
Aunque la victoria militar de las autoridades absolutistas de la ciudad fue completa, la guerra también les había demostrado que dependían mucho de sus súbditos rurales. Poco después del conflicto bélico, los aristócratas gobernantes instituyeron una serie de reformas e incluso redujeron algunos impuestos, cumpliendo así algunas de las demandas fiscales originales de los campesinos. A largo plazo, la guerra campesina de 1653 impidió en Suiza una implementación excesiva del absolutismo, como ocurrió en Francia durante el reinado de Luis XIV.

## Antecedentes
La Antigua Confederación Suiza en el siglo XVII era una federación de trece cantones en gran parte independientes. La federación comprendía cantones rurales, así como ciudades-estado que habían expandido sus territorios en el campo por medios políticos y militares a costa de los señores feudales que gobernaban anteriormente. Las ciudades simplemente se hicieron cargo de las estructuras administrativas preexistentes. En estos cantones urbanos, los ayuntamientos gobernaban el campo; tenían los derechos judiciales y también nombraban a los bailíos de distrito (Landvögte).
Los cantones rurales y urbanos tenían la misma posición en la federación. Cada cantón era soberano dentro de su territorio, siguiendo su propia política exterior y también acuñando su propia moneda. La dieta y el consejo central de la federación, Tagsatzung, no tenían poder real y servían más como un instrumento de coordinación. La Reforma a principios del siglo XVI condujo a una división confesional entre los cantones: los cantones suizos centrales, incluida Lucerna, habían permanecido católicos, mientras que Zúrich, Berna, Basilea, Schaffhausen y la ciudad de San Galo se habían pasado al protestantismo. La Dieta Federal a menudo estaba paralizada por los desacuerdos entre las facciones igualmente fuertes de los bandos católico y protestante.
Los territorios que habían sido conquistados desde principios del siglo XV fueron gobernados como condominios por los cantones. Los "Vogt" para estos territorios eran asignados por la Dieta Federal-Tagsatzung por un período de dos años; los puestos cambiaban dos veces al año entre los cantones. El cantón de Argovia había sido anexado en 1415. La parte occidental pertenecía a Berna, mientras que la oriental comprendía los dos condominios del antiguo Baden en el norte y el Freie Ämter ("Distritos Libres") en el sur. Los distritos libres habían sido recapitalizados por la fuerza después de la Reforma en Suiza, y los cantones católicos, especialmente Lucerna, Zug y Uri, consideraban a estos distritos como parte de su esfera de influencia, y los señores feudales típicamente provenían de estos cantones. Turgovia, que había sido anexada en 1460, también era un condominio de la Confederación.

## Causas del conflicto

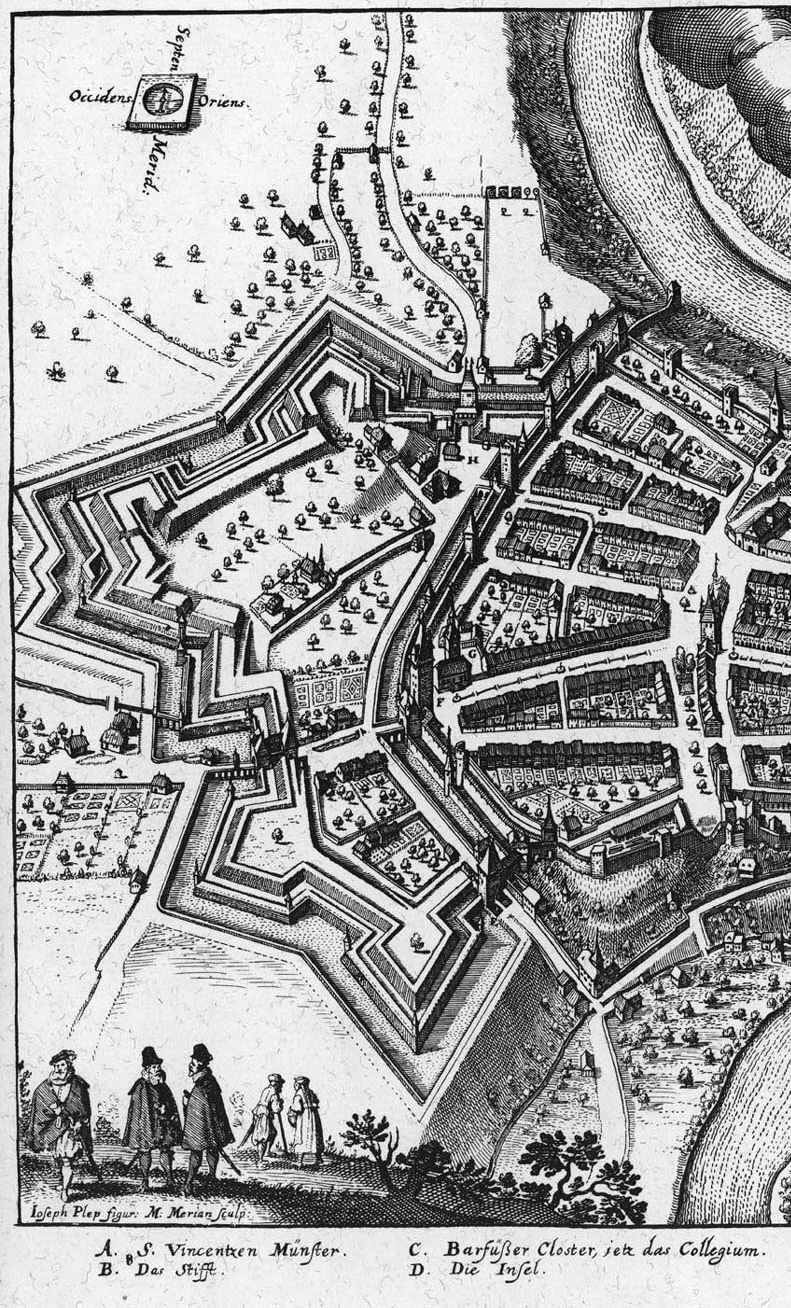
Las nuevas fortificaciones de la ciudad de Berna, la llamada Schanzen, se construyeron entre 1622 y 1634.

En su raíz, la guerra campesina de 1653 fue causada por las circunstancias económicas rápidamente cambiantes después del final de la Guerra de los Treinta Años. La Confederación Suiza se había librado de toda acción beligerante; los campesinos suizos en general se habían beneficiado de la economía de la guerra, ya que habían podido exportar sus productos agrarios a precios más altos que antes. Después de la Paz de Westfalia, la economía del sur de Alemania se recuperó rápidamente, las exportaciones suizas se redujeron y los precios de los productos agrícolas cayeron. Muchos campesinos suizos, que habían aumentado las hipotecas durante el boom en tiempos de guerra, de repente se enfrentaron con problemas financieros.
Al mismo tiempo, la guerra se desarrolló desde la década de 1620 causando gastos significativos para las ciudades, por ejemplo, para construir mejores defensas, como nuevos bastiones. Una importante fuente de ingresos para los cantones se fue secando: sus medios financieros agotados por la guerra, Francia y España ya no pagaban las pensiones, las sumas acordadas a cambio de que los cantones les proporcionen regimientos de mercenarios suizos. Las autoridades municipales trataron de compensar esto y cubrir sus gastos, por un lado, aumentando los impuestos o inventando nuevos y, por otro, acuñando monedas de cobre menos valiosas llamadas batzen, que tenían el mismo valor nominal que el dinero de plata previamente acuñado. La población comenzó a acaparar las monedas de plata, y el dinero de cobre barato que permaneció en circulación perdió continuamente en poder adquisitivo. Zúrich, Basilea y los cantones suizos centrales comenzaron ya en 1623 a acuñar monedas más valiosas. Berna y también Soleura y Friburgo establecieron un tipo de cambio fijo obligatorio entre el cobre y el dinero de plata, pero esta medida no rompió la devaluación de facto. Al final de la guerra, la población se enfrentó tanto a una depresión de posguerra como a una gran inflación, combinada con altos impuestos. Esta crisis financiera provocó una serie de revueltas fiscales en varios cantones de la Confederación, por ejemplo, 1629-1636 en Lucerna, 1641 en Berna o 1645/1646 en Zúrich. El levantamiento en 1653 continuó esta serie, pero llevaría el conflicto a un nivel sin precedentes.
Desde el siglo XV, el poder político en los cantones urbanos se había concentrado cada vez más en las manos de unas pocas familias urbanas, que consideraban cada vez más sus cargos públicos como posiciones hereditarias y desarrollaban actitudes aristocráticas y absolutistas. Lentamente, se había formado una oligarquía urbana de magistrados. Esta concentración de poder en los cantones urbanos en una pequeña élite urbana causó una verdadera «crisis participativa». La población rural estaba cada vez más sujeta a decretos emitidos sin su consentimiento que restringían sus derechos de antaño y también su libertad social y cultural.

## Brote de la rebelión

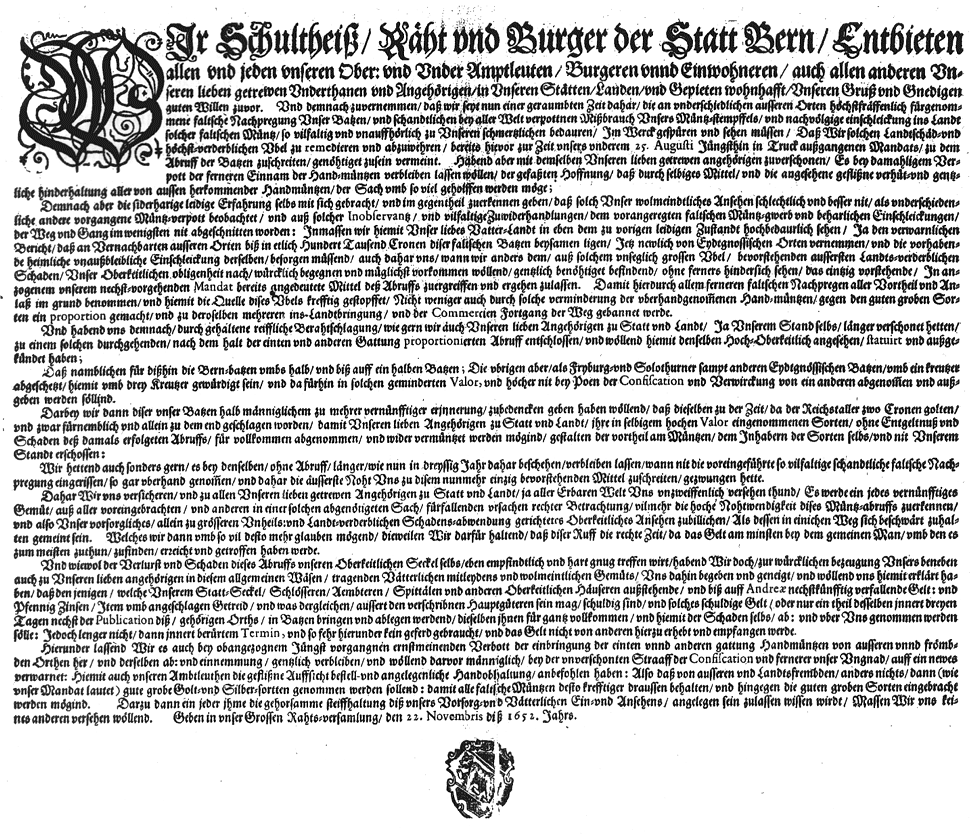
Este edicto de las autoridades de la ciudad de Berna declaró la devaluación de Batzen. El documento está fechado el 22 de noviembre de 1652 (estilo antiguo), que corresponde al 2 de diciembre de 1652 (nuevo estilo).

A principios de diciembre de 1652, Berna devaluó su moneda de cobre "batzen" en un 50 % para ajustar su valor nominal a su valor intrínseco para combatir la inflación. Las autoridades fijaron un plazo de únicamente tres días para cambiar las monedas de cobre a la antigua tasa por una moneda de oro o plata más estable. No muchas personas podían aprovechar esta oferta de intercambio, y para la mayoría, y en particular para la población rural, desapareció simplemente la mitad de sus fortunas. Los otros cantones pronto hicieron lo mismo y devaluaron de manera similar el dinero de cobre de Berna. La situación era más grave en el valle lucernense de Entlebuch, donde los batzen berneses tenían un uso generalizado. La situación financiera de muchos campesinos se hizo insostenible. Los tratos con información privilegiada de los magistrados gobernantes de Lucerna fomentaron la agitación entre la población. Los campesinos del valle de Entlebuch, liderados por Hans Emmenegger de Schüpfheim y Christian Schybi de Escholzmatt, enviaron una delegación a Lucerna para exigir soluciones, pero el ayuntamiento se negó a escucharlos. Los enfurecidos campesinos organizaron una asamblea general (Landsgemeinde) de la población del valle en Heiligkreuz, a pesar de que tales asambleas eran ilegales, ya que las leyes de la época negaban la libertad de reunión. La asamblea, que tuvo lugar después de la misa el 10 de febrero de 1653, decidió suspender todos los pagos de impuestos hasta que las autoridades de Lucerna cumplieran con sus demandas reduciendo los impuestos y aboliendo algunos de ellos por completo, como los impuestos sobre la sal, ganado y comercio de caballos.
Las autoridades de Lucerna no estaban dispuestas a satisfacer las demandas de la población, pero tampoco lograron someter esta insurrección. La gran mayoría de los distritos rurales del cantón de Lucerna se alinearon con los campesinos del valle de Entlebuch en una alianza celebrada en Wolhusen el 26 de febrero de 1653. A principios de marzo, la población del vecino valle bernés del río Emme se unió a su causa, dirigiendo demandas similares a las autoridades. Ambos cantones pidieron a los otros miembros no implicados de la Antigua Confederación Suiza que mediasen en el conflicto, pero al mismo tiempo, la Dieta Federal de los gobiernos cantonales también comenzó a prepararse para una solución militar. Tropas de Schaffhausen y Basilea fueron enviadas hacia Argovia, pero esto repercutió inmediatamente en una resistencia armada entre la población, de modo que las tropas tuvieron que retirarse.
El 18 de marzo de 1653, los cantones centrales católicos suizos, que hacían de mediadores, propusieron en Lucerna una resolución que cumplía con la mayoría de las demandas de los campesinos, especialmente las fiscales. En Berna, una delegación protestante de Zúrich propuso un compromiso similar bajo la dirección del alcalde de Zúrich, Johann Heinrich Waser, el 4 de abril de 1653. La zona de Emme de Berna y la mayoría de los distritos del cantón de Lucerna aceptaron estas resoluciones, y sus representantes realizaron nuevos juramentos de lealtad. Pero la población del valle de Entlebuch no aceptó los términos de las autoridades, ya que estos —además de ofrecer algunas desgravaciones fiscales— criminalizaron la insurrección y pidieron el castigo de los cabecillas. En una reunión en Signau el 10 de abril de 1653, los delegados de Entlebuch convencieron a sus vecinos del Emme: la asamblea decidió no respetar los nuevos juramentos que sus representantes habían hecho en Berna.

## Formación de la Liga de Huttwil

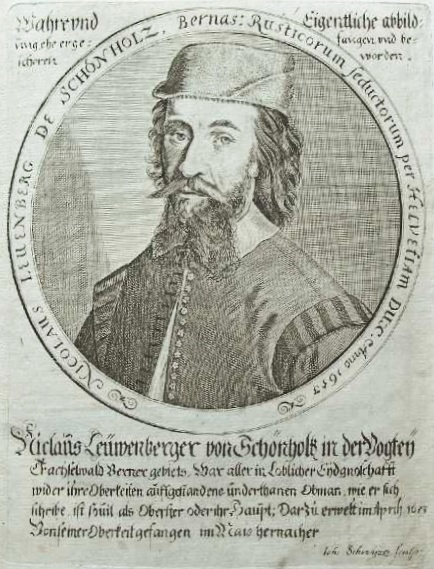
Un grabado contemporáneo de Nicolás Leuenberger, el líder campesino más prominente de 1653. Schönholz es una aldea en el territorio de Rüderswil.

Se interrumpieron las negociaciones entre las autoridades de las ciudades y los campesinos. Mientras que las autoridades debatían en la Dieta Federal cómo lidiar con la insurrección, los campesinos trabajaron para obtener apoyo para su causa entre la población rural de otras regiones y cabildearon para una alianza formal. Una delegación campesina enviada a Zúrich fue rechazada con prontitud: las autoridades de la ciudad, que habían sofocado disturbios locales en su territorio en 1645 y nuevamente en 1646, ya habían reconocido el peligro de la agitación. El 23 de abril de 1653, representantes de los habitantes de las zonas rurales de Lucerna, Berna, Basilea y Soleura se reunieron en Sumiswald y concluyeron una alianza para ayudarse mutuamente a alcanzar sus objetivos. Una semana después, se encontraron nuevamente en Huttwil, donde renovaron esa alianza y eligieron a Nicolás Leuenberger de Rüderswil en el Emme como su dirigente.

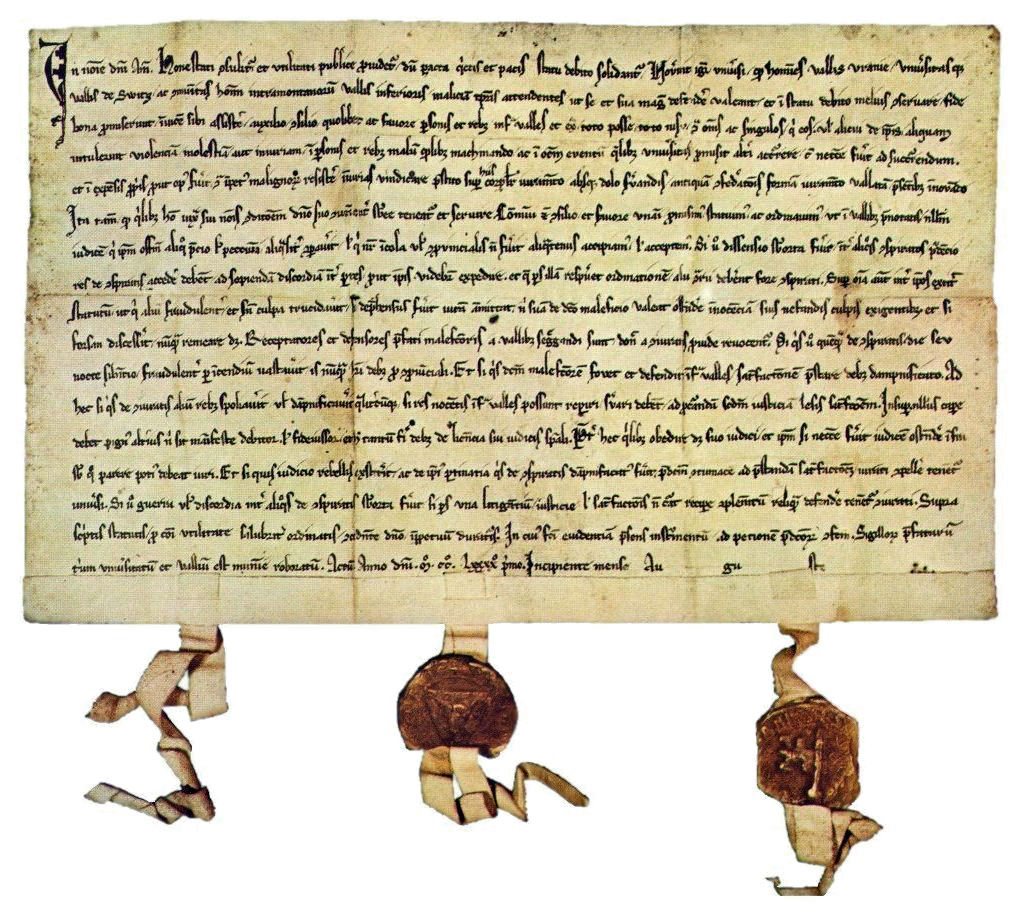
Pacto Federal de 1291, donde se inspiró el contrato de 1653 firmado para formar la alianza llamada «Liga de Huttwil».

El 14 de mayo de 1653, los campesinos se encontraron nuevamente en Landsgemeinde en Huttwil y formalizaron su alianza como la «Liga de Huttwil», firmando un contrato escrito al estilo del antiguo Pacto Federal de 1291 de la Antigua Confederación Suiza. El tratado establecía claramente a la liga como una entidad política separada que se consideraba a sí misma e independiente de las ciudades. La revuelta fiscal se había convertido en un movimiento de independencia, basado ideológicamente en las leyendas fundadoras tradicionales suizas, especialmente en la leyenda de Guillermo Tell. Legalmente, los campesinos justificaron sus asambleas y su unión por los derechos de los viejos y, en particular, el Stanser Verkommnis de 1481, uno de los importantes tratados de coalición de la Antigua Confederación Suiza.
Para entonces, los campesinos habían asumido la plena soberanía sobre el territorio que controlaban. Se negaron a reconocer la jurisdicción de las autoridades urbanas y también tenían el control militar sobre la zona. La Liga de Huttwil declaró abiertamente su intención de expandirse hasta abarcar a la población rural en toda la Confederación. La mayoría de la población rural apoyó la rebelión; la minoría disidente fue silenciada por amenazas de violencia y, a veces, más que amenazas. Se cortaron las comunicaciones entre las ciudades, se depusieron a los enviados oficiales y se requisaron las barcas en los ríos. Los campesinos incluso enviaron una carta al embajador francés en Soleura asegurando al rey francés Luis XIV sus buenas intenciones.
Los conflictos confesionales que dominaron las relaciones entre las autoridades de la ciudad gobernante eran solo un tema secundario para los campesinos de la liga de Huttwil. La alianza campesina cerró la brecha confesional, uniendo a los católicos del Entlebuch y de Soleura con los campesinos protestantes del Emme y de Basilea. El tratado de Huttwil reconocía explícitamente este biconfesionalismo. Las ciudades permanecieron en todas sus maniobras y negociaciones para el apoyo militar dentro de sus respectivas esferas confesionales: la Lucerna católica había pedido mediación y luego ayuda militar a los cantones centrales católicos suizos, mientras que la protestante Berna había recurrido a la protestante Zúrich en busca de ayuda. La desconfianza entre las autoridades de los cantones católicos y protestantes era tan profunda que ninguno permitía que tropas de la otra confesión operaran en sus territorios.

## Enfrentamiento militar

Operaciones militares en la guerra de los campesios suizos.

Ambas partes comenzaron a prepararse abiertamente para un conflicto armado. Las ciudades se enfrentaron con el problema de que sus ejércitos eran milicias, reclutadas de la población rural de sus territorios sujetos, pero que precisamente esta población rural se había vuelto contra ellos. Berna empezó a reclutar tropas en Vaud y el Oberland (Berna), dos regiones no afectadas por el levantamiento. Las autoridades de Berna y Lucerna fueron apoyadas por los otros cantones en la Dieta Federal. En un despacho de Zúrich, el levantamiento se calificó por primera vez como una «revolución».
El 18 de mayo de 1653, los campesinos entregaron un ultimátum a Berna y Lucerna y reunieron 16 000 combatientes. Cuando la ciudad de Berna respondió con una nota de protesta, los campesinos marcharon a Berna al mando de Leuenberger, llegando el 22 de mayo de 1653. Un segundo contingente, dirigido por Emmenegger, puso sitio a Lucerna. Las autoridades de la ciudad no estaban preparadas para un conflicto armado e inmediatamente entablaron negociaciones. En cuestión de días, se concluyeron los acuerdos de paz. En la paz de Murifeld —"Murifeldfrieden" llamada así por el campo a las afueras de Berna, donde estaba el campamento del ejército campesino— firmada por Leuenberger y el alcalde de Berna, Nicolás Dachselhofer, el ayuntamiento de Berna prometió el 28 de mayo de 1653 cumplir con las demandas fiscales de los campesinos a cambio de que se disolviera la Liga de Huttwil. En vista de ello, la ciudad de Lucerna y los campesinos sitiadores acordaron una tregua. Las fuerzas de Leuenberger levantaron el sitio de Berna y se retiraron, pero la gente se negó a seguir a sus jefe y se opuso a la disolución de la Liga de Huttwil.
El 30 de mayo de 1653, después de una resolución anterior de la Dieta Federal y demandas anteriores de Berna, Zúrich levantó un ejército con reclutas de sus propios territorios, de Turgovia y de Schaffhausen bajo el mando de Conrad Werdmüller con la tarea de romper cualquier resistencia armada de una vez para siempre. Unos 8000 hombres con 800 caballos y 18 cañones marcharon hacia Argovia. Tres días después, las tropas de Werdmüller controlaban el importante cruce del río Reuss en Mellingen. En las colinas alrededor de los pueblos cercanos Wohlenschwil y Othmarsingenun se reunió un ejército campesino de unos 24 000 hombres al mando de Leuenberger y Schybi. Una delegación campesina intentó negociar con Werdmüller, mostrándole el tratado de paz concluido en el Murifeld. Werdmüller, que hasta entonces desconocía este tratado porque había sido firmado pocos días antes, se negó a reconocer la validez del mismo y exigió la rendición incondicional de los campesinos. Al ser rechazados así, los campesinos atacaron a las tropas de Werdmüller el 3 de junio de 1653, pero al estar mal equipados y carecer de artillería, fueron derrotados decisivamente en la batalla de Wohlenschwil. Los campesinos se vieron obligados a aceptar la paz de Mellingen, que anulaba la Liga de Huttwil. Las fuerzas campesinas regresaron a sus hogares y se declaró una amnistía, a excepción de los líderes del movimiento.
Las tropas bernesas bajo el mando de Sigmund von Erlach entonces avanzaron de Berna hacia Argovia para encontrar las fuerzas de Zúrich. Bajo esta doble presión, se desmoronó la resistencia de los campesinos. Las tropas de von Erlach contaban con unos 6000 hombres y 19 cañones. La operación fue una verdadera expedición punitiva: las tropas saquearon los pueblos en su camino e incluso arrasaron las defensas de la pequeña ciudad de Wiedlisbach, que perdió sus privilegios y fue declarada aldea nuevamente. El 7 de junio de 1653, el ejército de Berna se reunió con una tropa de unos 2000 hombres de Leuenberger que volvían de Wohlenschwil. Los campesinos se retiraron a Herzogenbuchsee, donde fueron derrotados por las tropas de von Erlach; la pequeña ciudad se incendió en el transcurso de la batalla. Nicolás Leuenberger huyó y se escondió, pero un vecino lo traicionó y fue aprehendido el 9 de junio de 1653 por el bailío Samuel Tribolet del distrito de Berna.
El valle de Entlebuch, donde había comenzado la revuelta, resistió un poco más. Las tropas campesinas bajo el mando de Schybi intentaron en vano el 5 de junio de 1653 hacerse con el puente en Gisikon, defendido por un ejército conjunto de la ciudad de Lucerna y los cantones suizos centrales comandado por Sebastian Peregrin Zwyer de Uri. En las semanas siguientes, las tropas de Zwyer avanzaron lentamente por el valle, hasta que lo controlaron por completo el 20 de junio de 1653. Schybi fue capturado unos días después y encarcelado en Sursee.

## Consecuencias

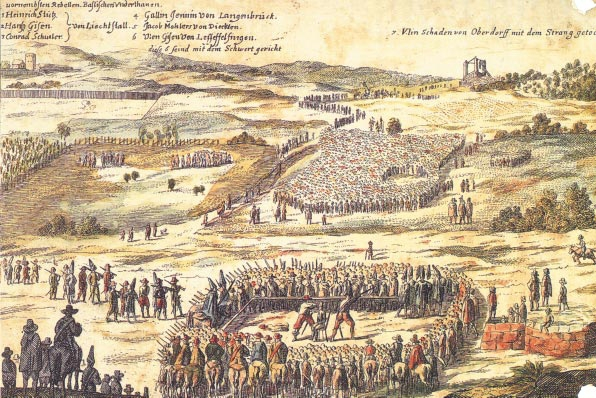
Siete de los cabecillas de la guerra campesina fueron ejecutados en Basilea el 24 de julio de 1653. Seis fueron decapitados; uno fue colgado —se muestra en el fondo a la derecha—.

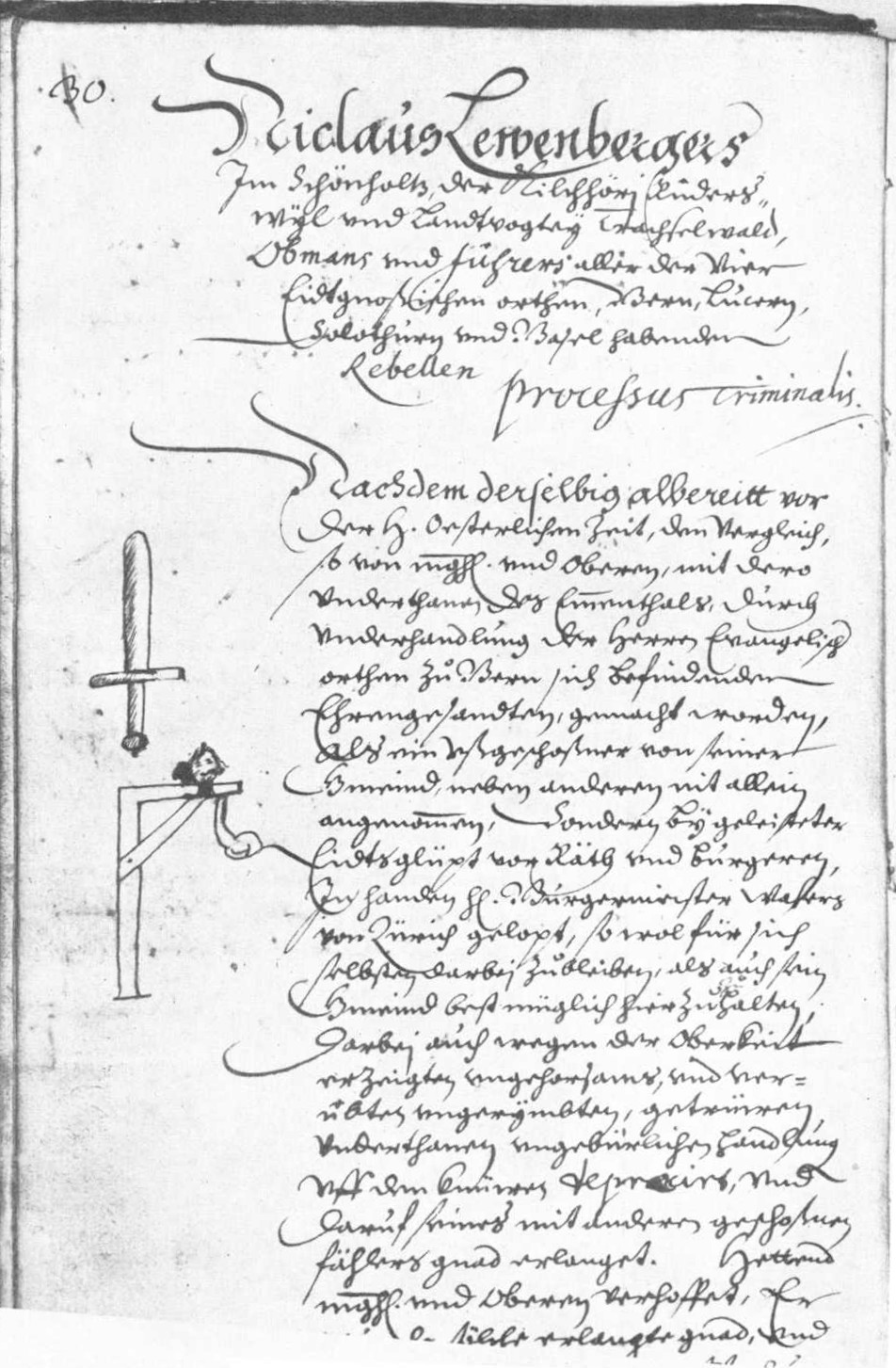
La sentencia a muerte de Nicolás Leuenberger, un cabecilla en la guerra campesina suiza de 1653, quien fue decapitado y descuartizado en Berna el 6 de septiembre de 1653.

Las autoridades de la ciudad procedieron a castigar severamente a los jefes de la Liga de Huttwil. Berna no aceptó los términos de la paz de Melligen con su amnistía, alegando que el tratado era inválido en su territorio, y tomó medidas duras contra la población rural. Los campesinos fueron multados con grandes sumas y tuvieron que cubrir los gastos de las operaciones militares. La paz de Murifeld fue declarada nula por el ayuntamiento de Berna, como lo fue la Liga de Huttwil. La población rural fue desarmada. Muchos de los exponentes del movimiento fueron encarcelados, torturados y finalmente sentenciados a muerte o trabajos forzados en galeras o exiliados. Christian Schybi fue ejecutado en Sursee el 9 de julio de 1653. Nicolás Leuenberger fue decapitado y descuartizado en Berna el 6 de septiembre de 1653; su cabeza fue clavada en la horca junto con uno de los cuatro ejemplares del juramento prestado por la Liga de Huttwil.  El castigo fue más duro en el cantón de Berna, donde se dictaron 23 condenas a muerte y numerosos campesinos prominentes fueron ejecutados en tribunales marciales por el ejército de von Erlach, en comparación con ocho y siete condenas a muerte en Lucerna y Basilea, respectivamente.
Aunque las autoridades obtuvieron una victoria militar total, se abstuvieron de implantar nuevas medidas draconianas a la población en general. Todo el asunto había demostrado claramente que las ciudades dependían del apoyo de sus súbditos rurales. La insurrección se había sofocado a duras penas y con la ayuda de las tropas de Zúrich y Uri. Si los campesinos hubieran logrado ampliar la Liga de Huttwil para abarcar el campo de Zúrich, el resultado del conflicto podría haber sido diferente. Las autoridades de la ciudad eran muy conscientes de que el desenlace había sido afortunado, y sus actuaciones en los años siguientes lo reflejan. Si bien tomaron medidas para debilitar políticamente a la población rural, también cumplieron muchas de las demandas fiscales originales de los campesinos, aliviando la presión económica sobre ellos. Se aprobaron reformas tributarias, hasta el punto de que, por ejemplo, en el cantón de Lucerna, la tributación general de la población disminuyó en la segunda mitad del siglo XVII.
Suter incluso concluye que la guerra campesina de 1653 frustró un mayor avance de las tendencias absolutistas en Suiza e impidió un desarrollo similar al que ocurrió en Francia después de la Fronda. Las autoridades de los cantones suizos tuvieron que actuar con mucho más cuidado y se vieron obligadas a respetar a sus súbditos rurales. En Berna, por ejemplo, se instruyó a los alguaciles de distrito a que tuvieran una actitud mucho menos pomposa y menos autoritaria para minimizar el potencial de conflicto. El ayuntamiento incluso abrió procedimientos legales contra algunos de sus bailíos de distrito contra los cuales había muchas quejas de la población rural, acusándoles de corrupción, incompetencia y enriquecimiento injustificado. El bailío del distrito de Trachselwald, el mismo Samuel Tribolet que había capturado a Nicolás Leuenberger, fue despedido, juzgado y exiliado a principios de 1654. Abraham Stanyan, que había sido embajador de Inglaterra en Berna desde 1705 hasta 1713, publicó en 1714 un extenso tratado titulado An account of Switzerland, en el que describía la regla de las autoridades como particularmente suave, mencionando explícitamente la baja imposición en comparación con otros países europeos y dando como la razón para la «mano blanda» del gobierno a su temor a posibles rebeliones.

## Historiografía

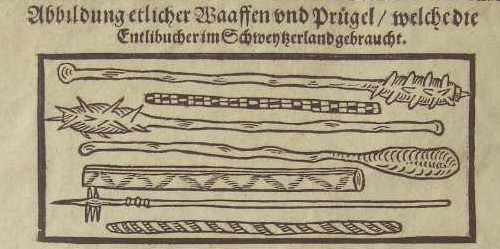
Algunas de las armas usadas por los campesinos.

En las décadas posteriores a la guerra campesina, las autoridades de la ciudad trataron de suprimir el recuerdo de esta revuelta casi exitosa. Los símbolos de resistencia, como las banderas o las armas utilizadas por los campesinos, en particular sus típicos palos con clavos en el extremo contiguo (llamados Bauern-Knüttel, fueron prohibidos, confiscados y destruidos. Documentos como el Bundesbriefe de Huttwil fueron escondidos en los archivos de la ciudad. Cualquier recuerdo público o peregrinación a los lugares donde los líderes habían sido ejecutados, estaba prohibido y conllevaba la pena de muerte, al igual que entonar las canciones de guerra de los campesinos. Berna fue particularmente activa al tratar de censurar los recuerdos del evento y también intentó suprimir las imágenes de los cabecillas campesinos. Los textos históricos escritos durante el Antiguo Régimen de Suiza generalmente siguen la dicción oficial y mencionan la guerra campesina, si es que lo hacen, de una manera breve y en términos negativos. Se prohibieron a menudo trabajos con diferentes puntos de vista. La censura no fue del todo efecto; en privado, la población rural mantuvo vivos los recuerdos de 1653 y se publicaron varios relatos de los acontecimientos en Alemania.

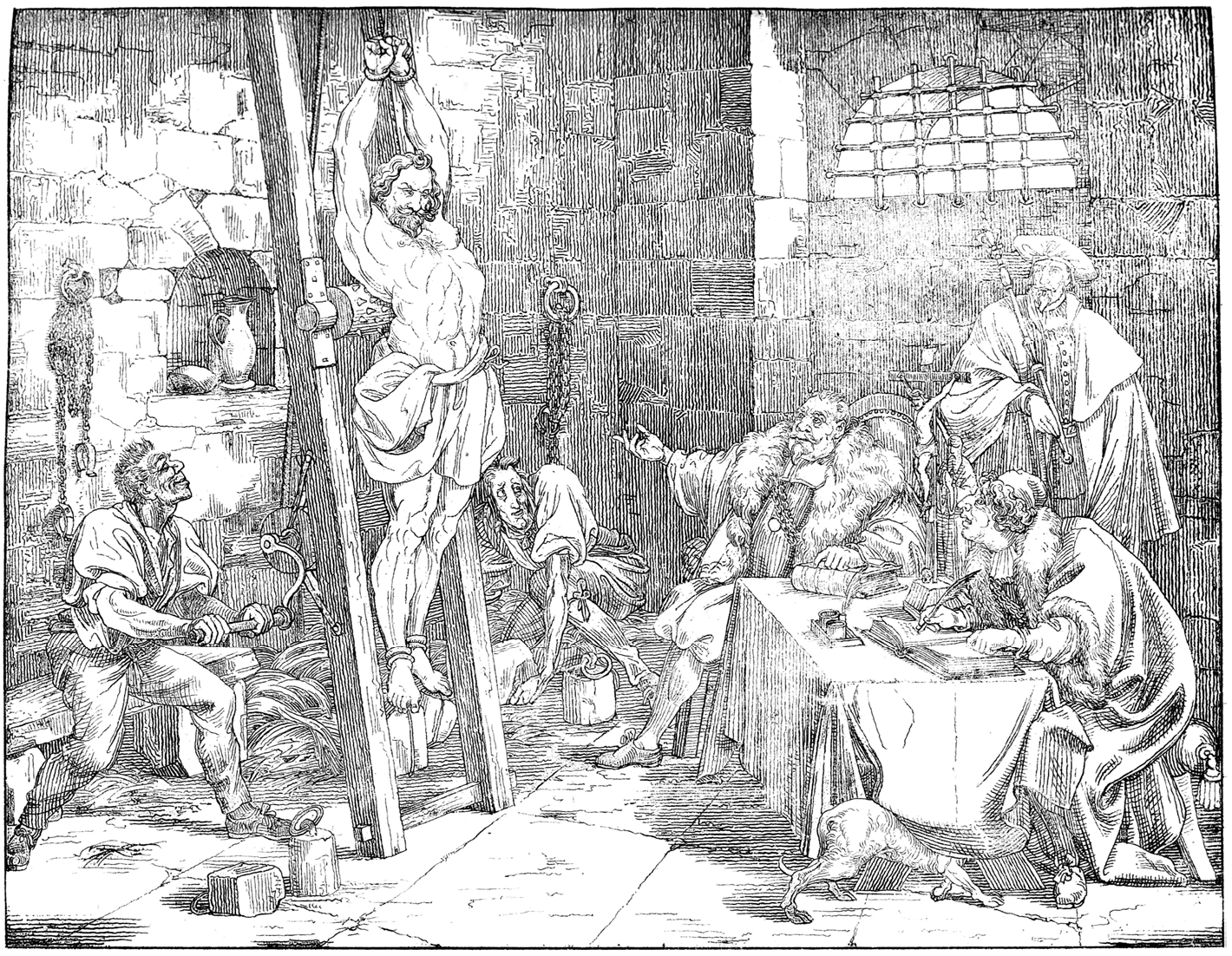
El dibujo de Martin Disteli, 1840, muestra al cabecilla campesino Christian Schybi siendo torturado en Sursee, como una alegoría del Cristo crucificado.

En el siglo XIX, la opinión oficial fue cada vez más cuestionada. El Antiguo Régimen aristocrático se había debilitado considerablemente durante las guerras napoleónicas, cuando la Confederación había sido un Estado satélite francés. El episodio de la República Helvética, que fue de corta vida, había inculcado ideales democráticos en la población. La restauración del Antiguo Régimen al terminar la era napoleónica resultó ser temporal, hasta que Suiza se convirtió en un Estado federal en 1848 cuando se aprobó su primera constitución democrática. Durante la restauración, los editores democráticos instrumentaron e interpretaron la historia de la guerra campesina como una alegoría en la actual lucha por la democracia, viendo la guerra campesina de 1653 como un precursor inicial de sus propios esfuerzos para superar el régimen autoritario. Ejemplos bien conocidos son las ilustraciones de Martin Disteli de 1839/40, que utilizó escenas de la guerra campesina de manera muy alegórica.
Sin embargo, la versión oficial seguía siendo ambivalente en el mejor de los casos. Una escena dedicada a la guerra campesina de 1653, en el marco de una producción teatral para las celebraciones del aniversario de Suiza en 1891, por ejemplo, fue interrumpida por las demandas de los organizadores. Las primeras esculturas para honrar a los campesinos de 1653 y sus líderes se erigieron en 1903 con motivo del 250 aniversario de la guerra campesina. El 26 de julio de 1903, se levantó un monumento en honor a Schybi y Emmenegger en Escholzmatt , en Rüderswil, una estatua en honor de Leuenberger, fue erigida el mismo año, y en Liestal se inauguró el 25 de septiembre de 1904 un obelisco en honor de las víctimas campesinas de la guerra. Se instalaron más estatuas y placas en otros lugares con motivo del tricentenario de la guerra en 1953, por ejemplo, un relieve que mostraba a Schybi en una capilla en Sursee, donde el líder campesino había estado encarcelado.
Las instrumentalizaciones ideológicas de la guerra campesina se dieron incluso en el siglo XX. Hans Mühlestein, un historiador marxista suizo, interpretó los acontecimientos de 1653 en las décadas de 1940 y 1950 como una revolución burguesa temprana llevada a cabo por una burguesía progresista, que encajaba con el concepto marxista de la lucha de clases; una visión considerada insostenible por muchos historiadores posteriores.
Los historiadores modernos en general coinciden en que la guerra campesina fue un acontecimiento importante en la historia de Suiza, y también en comparación con otras revueltas populares en la Europa medieval tardía. Tales revueltas eran bastante comunes en ese momento y a menudo estaban motivadas por impuestos excesivos. La guerra campesina de 1653 se destaca como un punto final culminante en Suiza por tres razones:
1. La revuelta se extendió rápidamente para cubrir varios cantones, mientras que los levantamientos previos en la Confederación habían sido invariablemente asuntos locales.
2. Los campesinos estaban bien organizados y por única vez movilizaron verdaderos ejércitos contra sus gobernantes, lo que no había sucedido antes. Los líderes campesinos habían aprendido claramente de anteriores revueltas menores infructuosas en las que habían participado.
3. Los objetivos de los campesinos iban por primera vez más allá de una restauración pura de los antiguos derechos y de la desgravación fiscal: la Liga de Huttwil negaba radicalmente el derecho incuestionable de las autoridades a gobernar.[2][8][75]

En 2003, la ciudad de Berna celebró el 650 aniversario de su adhesión a la Antigua Confederación Suiza con muchos eventos, tales como una exposición dedicada al Museo Histórico que se desarrolló durante varios meses y la publicación del libro escolar de historia  Berns mutige Zeit. El 350 aniversario simultáneo de la guerra campesina se reflejó en la ciudad únicamente en algunos artículos periodísticos, pero fue muy celebrado en la campiña, con discursos, coloquios y una ambiciosa y muy exitosa producción teatral al aire libre en Eggiwil en el Distrito administrativo del Emmental.